# Astronesthes zharovi
Astronesthes zharovi és una espècie de peix de la família dels estòmids i de l'ordre dels estomiformes.

## Morfologia
- Les femelles poden assolir 11 cm de longitud total.[3]

## Hàbitat
És un peix marí i d'aigües profundes que viu entre 580-600 m de fondària.

## Distribució geogràfica
Es troba a l'Atlàntic: l'est del Golf de Mèxic (27°N, 86°W) i el sud d'Angola (17°S, 10°E).